# Rio Canhoto
O rio Canhoto é um curso de água que banha os estados de Pernambuco e Alagoas, no Brasil. Nasce no planalto da Borborema no município de Garanhuns, e deságua no rio Mundaú no município de União dos Palmares. É o principal afluente da margem esquerda do Mundaú.
Pelo que se pode ver por imagens do satélite, o Rio Canhoto não nasce exatamente no planalto da Borborema, mas pode ser que ganhe força a partir desse ponto. Pode se ver por satélite que o rio começa entre as cidades de Capoeiras e Caetés PE. 